# Antología (canción)
«Antología» es una canción interpretada por la cantautora colombiana Shakira, incluida originalmente en su álbum debut de estudio, Pies descalzos (1995). Fue lanzada en enero de 1997 como el quinto sencillo del álbum y con el tiempo se convirtió en una de las canciones en español más emblemáticas de Shakira; es probablemente también una de las baladas latinoamericanas más recordadas de la década de 1990.

## Información y crítica
«Antología» es una balada pop escrita por Shakira y producida por ella y Luis Fernando Ochoa. La canción habla del primer gran amor, de cómo cambia la vida de la voz poética, de todo lo que él le enseñó y de cómo ahora, ya separados, no puede vivir sin él. 

Esta canción la escribí cuando tenía 17 años. Sí, porque a los 15 ya me había enamorado. ¡Es más!, la primera vez que me enamoré tenía 4 años (...) Esta canción yo creo que ustedes la conocen, y si la conocen quiero oírlos. Se llama «Antología», y dice así...
Shakira en su Tour Fijación Oral, diciembre de 2006.

Formó parte del setlist del Tour Fijación Oral en los países americanos, y una de las interpretaciones en vivo aparece en el DVD y Blu-ray de la gira, la cual fue grabada en Miami en diciembre de 2006. El video de esta presentación en la plataforma Vevo acumula más de 100 millones de reproducciones, siendo uno de los videos musicales en vivo en español más vistos en ese portal.
La canción ha ganado mucha fama entre sus fans latinoamericanos y ha obtenido muy buenas críticas de parte de ellos y de los medios. Aunque el tema no tuvo video, tuvo una importante recepción. En una entrevista, Shakira declaró que es una de las canciones más bellas que ha cantado.
Para el Las mujeres ya no lloran World Tour, Mebarak confirmó que fue la canción más votada por los fanáticos para entrar en el setlist.

## Posicionamiento en las listas
| Colombia       | Colombia Singles Charts    | 1  |
| Ecuador        | Ecuador Top 50             | 9  |
| España         | Airplay España             | 1  |
| Estados Unidos | Billboard Hot Latin Tracks | 15 |
| Estados Unidos | Billboard Latin Pop Songs  | 3  |
| México         | Monitor Latino             | 4  |
| Venezuela      | Venezuela Top 100          | 1  |